# ضخامة الكلية
ضخامة الكلية أو تضخم الكلية أو ضخامة الكلوة (بالإنجليزية: Nephromegaly)‏ هيَ الحالة التي يحصل فيها تَضخم بحجم إحدى الكليتين أو كليهما.